# Belau Kanu Club
El Belau Kanu Club es un equipo de fútbol de Palaos que juega en la Liga de fútbol de Palaos.
Charles Reklai Mitchell es jugador, presidente de la Asociación de Fútbol de Palaos y además es el entrenador de la selección palauana.